# Георг фон Рабенау
Пауль Георг фон Рабенау (нім. Paul Georg von Rabenau; 3 липня 1916, Штасфурт — 29 березня 1991, Гамбург) — німецький офіцер-підводник, капітан-лейтенант крігсмаріне, фрегаттен-капітан бундесмаріне.

## Біографія
Представник знатного саксонського роду. Старший з трьох дітей і єдиний син фрегаттен-капітана Райнгарда фон Рабенау, учасника Першої світової війни і його дружини Крістіни, уродженої Ганте.
В школі почав займатися вітрильним спортом, в юності брав участь в національних і міжнародних регатах. 3 квітня 1936 року вступив на флот. З жовтня 1938 по серпень 1939 року пройшов курс авіаційного спостерігача. З серпня 1939 року — спостерігач 1-ї ескадрильї 506-ї, з травня 1940 року — 1-ї ескадрильї 806-ї групи берегової авіації. В січні-травні 1941 року пройшов курс підводника. З 30 липня 1941 року — 1-й вахтовий офіцер на підводному човні U 504. В серпні 1942 року пройшов курс командира човна. З вересня 1942 року — інструктор 2-ї навчальної дивізії підводних човнів. З 17 грудня 1942 року — командир U-528. 15 квітня 1943 року вийшов у свій перший і останній похід. 11 травня U-528 був потоплений в Північній Атлантиці північно-західніше мису Фіністерре (46°55′ пн. ш. 14°44′ зх. д.) глибинними бомбами британського шлюпа «Флітвуд» після пошкодження британським бомбардувальником «Галіфакс». 11 членів екіпажу загинули, 45 (включаючи Рабенау) були врятовані і взяті в полон. 22 травня 1946 року звільнений.
Після повернення в Німеччину працював садівником у свого діда. Незабаром переїхав в Гамбург і вступив у суднобудівну компанію «Філіпс». В 1956 році вступив в бундесмаріне, серед іншого займався набором персоналу. З квітня 1959 по вересень 1963 року — військово-морський аташе в Нідерландах і Бельгії, служив у німецькому посольстві в Гаазі. З вересня 1963 року — командир 4-го навчального морського батальйону в Нижньому Везері. В 1966 році переведений в Міністерство оборони в Бонні, займався питаннями німецьких військово-морських аташе та іноземних військово-морських аташе в Німеччині. В 1969 році переведений в Академію командного складу в Гамбурзі. В 1972 році вийшов у відставку. Решту життя прожив у Гамбурзі, де був волонтером різних благодійних організації.
В 1956 році вступив у орден Святого Йоанна. В 1972/87 роках — командор Гамбурзької комендатури ордена.
В 1965/85 роках — голова роду Рабенау.

## Сім'я
1 квітня 1943 року заручився з фізіотерапевтом Зігрід Вебер. 2 серпня 1946 року вони одружилися. В них народились 3 дітей — Райнгард (1948), Маріанна (1950) і Корнелія (1952).

## Звання
- Кандидат в офіцери (3 квітня 1936)
- Морський кадет (10 вересня 1936)
- Фенріх-цур-зее (1 травня 1937)
- Оберфенріх-цур-зее (1 липня 1938)
- Лейтенант-цур-зее (1 жовтня 1938)
- Оберлейтенант-цур-зее (1 жовтня 1940)
- Капітан-лейтенант (1 серпня 1943)

## Нагороди
Отримав численні нагороди, серед яких:
- Нагрудний знак спостерігача (1940)
- Залізний хрест
  - 2-го класу (1940)
  - 1-го класу (1942)
- Авіаційна планка розвідника
- Нагрудний знак підводника (2 квітня 1942)
- Орден Святого Йоанна (Бранденбург), командор